# Churuguara (paroisse civile)
Pour les articles homonymes, voir Churuguara.
Churuguara est l'une des cinq paroisses civiles de la municipalité de Federación dans l'État de Falcón au Venezuela. Sa capitale est Churuguara, chef-lieu de la municipalité.

## Géographie

### Démographie
Hormis sa capitale, Churuguara également chef-lieu de la municipalité, la paroisse civile abrite plusieurs localités, dont :
- Araín
- Churuguara
- Cinco Pesos
- El Cacuro
- El Paramito
- Las Colinas
- Marfilito